# 오카야마 전기궤도
오카야마 전기궤도(岡山電気軌道 오카야마덴키키도[*])는 일본의 교통 회사이다. 오카야마현 오카야마시에서 노면전차 2개 노선과 오카야마시에서 노선 버스와 전세 버스를 운영하고 있다. 료비 그룹의 핵심 회사 중 하나이다. 오카덴(岡電)이라고도 불린다.

## 궤도 사업

### 노선
- 히가시야마 본선 (오카야마에키마에 - 히가시야마·오카덴뮤지엄에키)
- 세이키바시선 (오카야마에키마에 - 세이키바시)